# Filip al V-lea al Spaniei
Filip al V-lea (spaniolă Felipe V, franceză Philippe), (n. 19 decembrie 1683, Versailles, Regatul Franței – d. 9 iulie 1746, Madrid, Spania) a fost Rege al Spaniei între 1 noiembrie 1700 și 15 ianuarie 1724 (când a abdicat în favoarea fiului său, Ludovic) și din nou de la 6 septembrie 1724 (când a revenit la tron după moartea fiului său) până la sfârșitul vieții.
Înainte de a accede la tron, Filip era deja un membru important al familiei regale franceze, ca nepot al regelui Ludovic al XIV-lea. Când tronul Spaniei a devenit vacant în 1700, tatăl său, Marele Delfin Ludovic, era cel mai puternic pretendent la coroana spaniolă din punct de vedere genealogic. Cu toate acestea, deoarece Marele Delfin și fratele mai mare al lui Filip, Ludovic, ducele Burgundiei, dețineau primele două poziții în linia de succesiune la tronul Franței, regele Carol al II-lea al Spaniei l-a numit pe Filip ca moștenitor al său.
Cum uniunea dintre Franța și Spania sub un singur monarh ar fi afectat echilibrul puterii în Europa, celelalte puteri europene ar fi putut lua măsuri pentru a preveni acest lucru. Filip a fost primul membru al Casei de Bourbon care a domnit în Spania. Suma celor două domnii ale lui a fost de 45 de ani și 21 zile - cea mai lungă perioadă de cârmuire din istoria modernă a Spaniei.

## Familie și educație

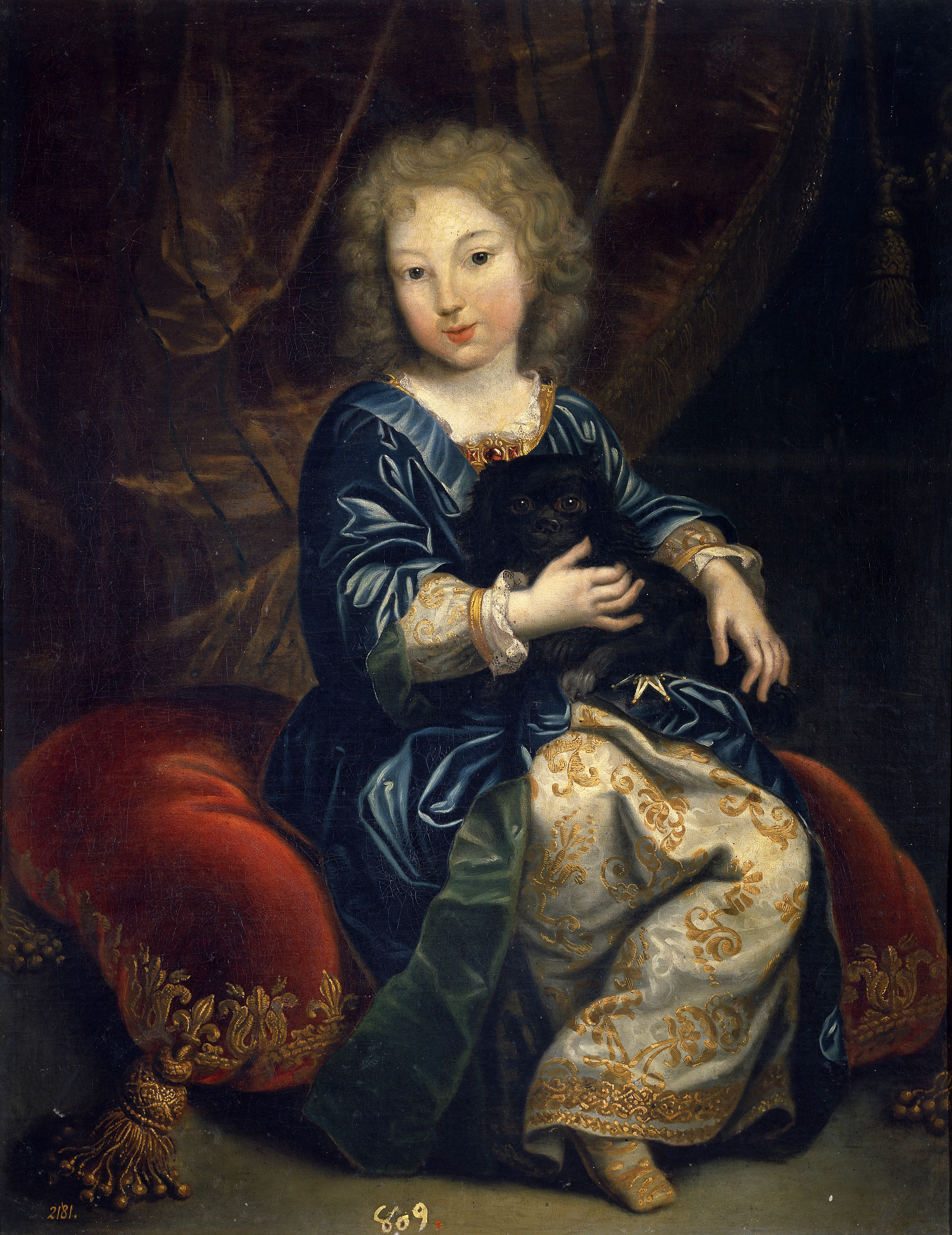
Filip în 1686.

Filip s-a născut la Versailles în Franța fiind al doilea fiu al Marelui Delfin Ludovic și al soției sale, Maria Anna de Bavaria, cunoscută în istorie și ca Delfina Victoria. Filip a fost fratele mai mic al ducelui Ludovic de Burgundia și unchiul regelui Ludovic al XV-lea al Franței. La naștere a primit titlul de Duce de Anjou și a fost botezat în 1687.
Bunicii materni au fost principele elector Ferdinand Maria și Adelaida Henrietta de Savoia. Fratele său mai mare, Ludovic, era al doilea în linia de succesiune la tronul Franței după tatăl său, Marele Delfin. Ca fiu al Delfinului, Filip era Petit fils de France („Nepot al Franței”). 
Ca și frații săi, Filip l-a avut ca preceptor pe François Fénelon, arhiepiscopul de Cambrai, și pe Paul de Beauvilliers. La vârsta de 6 ani și-a pierdut mama. Mai târziu, tatăl său s-a recăsătorit în 1695 încheind o căsătorie morganatică cu Marie Emilie Thérèse de Joly de Choin. Aceasta nu a primit niciodată titlul de Delfină, ca mama lui Filip. 
În 1697 fratele său mai mare s-a căsătorit cu Marie-Adélaïde de Savoia, fiica ducelui Victor Amadeus al II-lea al Sardiniei și a verișoarei lui Filip, Anne Marie de Orléans. Ducele și Ducesa de Savoia erau, de asemenea, părinții Mariei Luisa de Savoia, prima soție a lui Filip.
O posibilă mireasă a sa a fost Caroline de Ansbach care a refuzat onoarea pentru că nu a vrut să renunțe la religia ei. Ea s-a căsătorit cu cel ce avea să devină regele George al II-lea al Marii Britanii. O altă posibilă mireasă a fost mătușa sa, Maria Anna de Bourbon, Prințesă de Conti, fiică naturală, dar legitimată, a lui Ludovic al XIV-lea și a Louisei de la Vallière. Prințesa Conti a refuzat.

### Pretenții la tronul Spaniei
În 1700 regele Spaniei Carol al II-lea a murit fără să lase moștenitori. Carol l-a numit succesor pe Filip, fiul de 16 ani al surorii sale Maria Tereza a Spaniei. La un posibil refuz, coroana ar fi revenit fratelui mai mic al lui Filip, Ducele de Berry sau arhiducelui Carol de Austria.
Ambii pretendenți, Filip și Carol de Austria, aveau drepturi legale la tronul Spaniei deoarece bunicul lui Filip, regele Ludovic al XIV-lea, și tatăl lui Carol, Leopold I, Împărat Roman, erau fii ai mătușilor lui Carol al II-lea al Spaniei, Anna de Austria și Maria Anna de Austria. Filip avea o poziție și mai bună deoarece bunica sa, Maria Tereza a Spaniei, și străbunica sa, Ana de Austria erau mai mari ca vârstă față de mama lui Leopold. 
După o lungă reuniune de Consiliu unde Delfinul a vorbit în favoarea drepturilor fiului său, s-a căzut de acord că Filip ar trebui să obțină tronul cu condiția ca acesta și descendenții lui să renunțe la drepturile la tronul Franței. După ce Consiliul Regal a decis să accepte dorința lui Carol al II-lea al Spaniei și să-l accepte pe Filip ca rege al Spaniei, ambasadorul spaniol a fost chemat și i-a fost prezentat noul rege. Ambasadorul, împreună cu fiul său, a îngenuncheat în fața lui Filip și a ținut un discurs lung în limba spaniolă din care Filip nu a înțeles nimic, deși Ludovic al XIV-a a luat măsuri ca Filip să ia lecții de spaniolă începând cu acea zi.
Regele a favorizat comerțul Spaniei cu posesiunile sale americane. În timpul acestui comerț cu Atlanticul au apărut figuri importante ale istoriei navale a Spaniei, printre care Amaro Pargo. Monarhul a beneficiat în mod frecvent de privat în incursiunile sale comerciale și corsare.

## Căsătorii

### Prima căsătorie
La 2 noiembrie 1701 Filip s-a căsătorit cu Prințesa Maria Luisa Gabriela de Savoia în vârstă de 13 ani, urmând dorința bunicului său. Au avut loc două ceremonii: una la Torino și una la Versailles (11 septembrie). Această căsătorie a dus la sfârșitul conflictului franco-savoiard care generase Războiul de nouă ani. Din această căsătorie au rezultat patru fii:
- Ludovic-Felipe (25 august 1707–31 august 1724), a devenit rege al Spaniei; a murit în anul ascensiunii sale la tron, iar tatăl său a trebuit să revină la tron;
- Felipe al Spaniei (2 iulie 1709–18 iulie 1709);
- Felipe al Spaniei (7 iunie 1712–29 decembrie 1719);
- Ferdinand al IV-lea (23 septembrie 1713–10 august 1759); a devenit regele Spaniei și s-a căsătorit cu Barbara a Portugaliei, dar nu a avut copii, iar tronul a fost ocupat de fratele său vitreg.

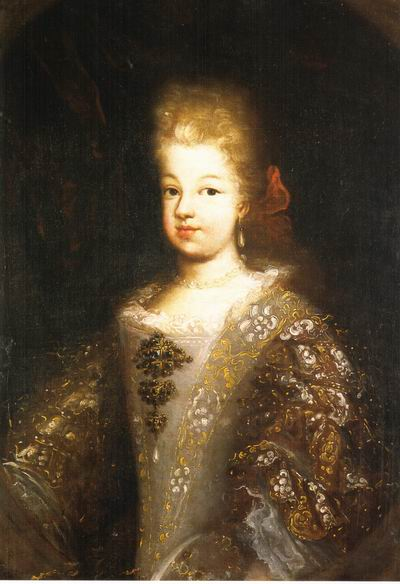
Maria Luisa de Savoia
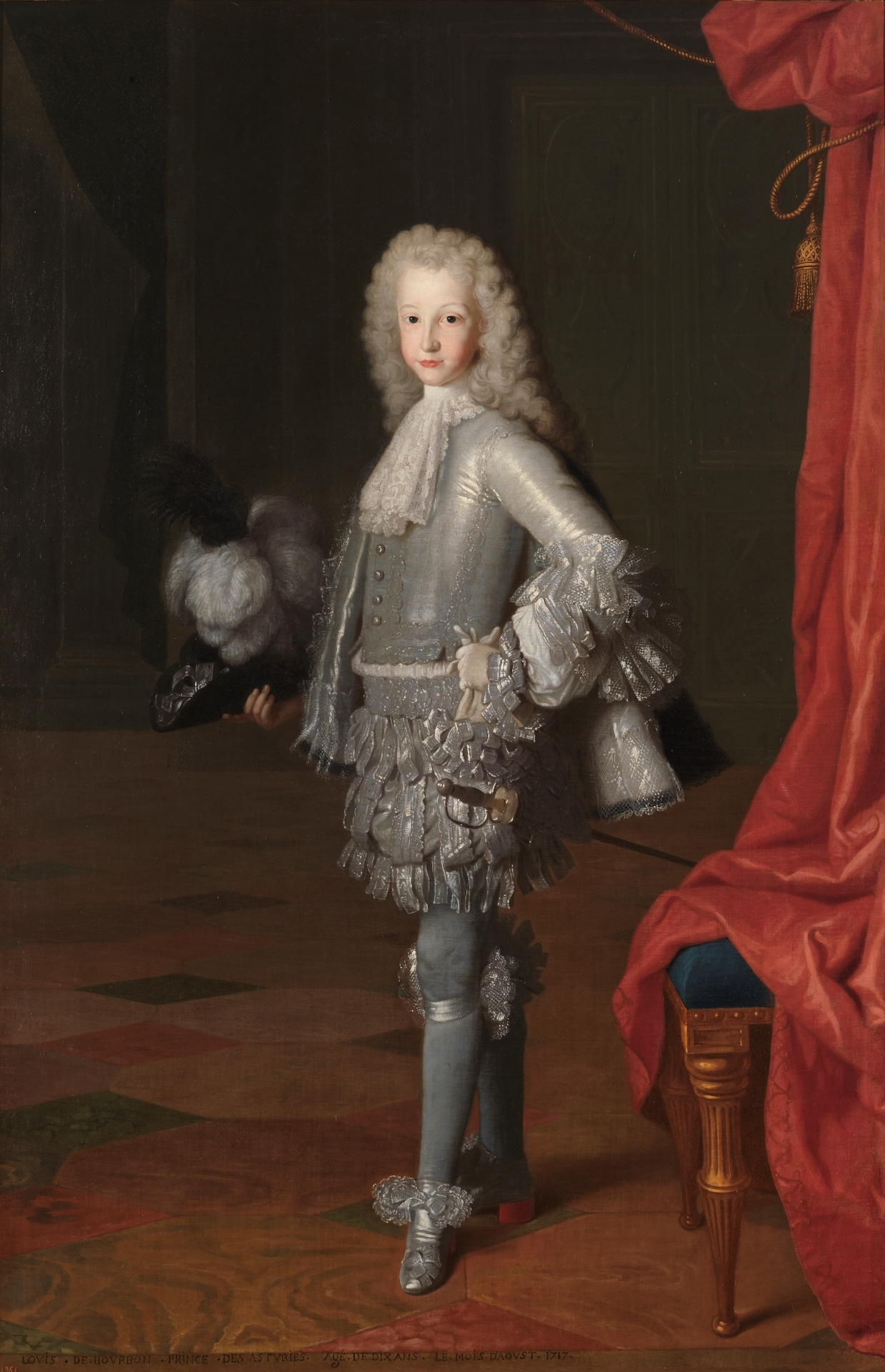
Infantele Ludovic
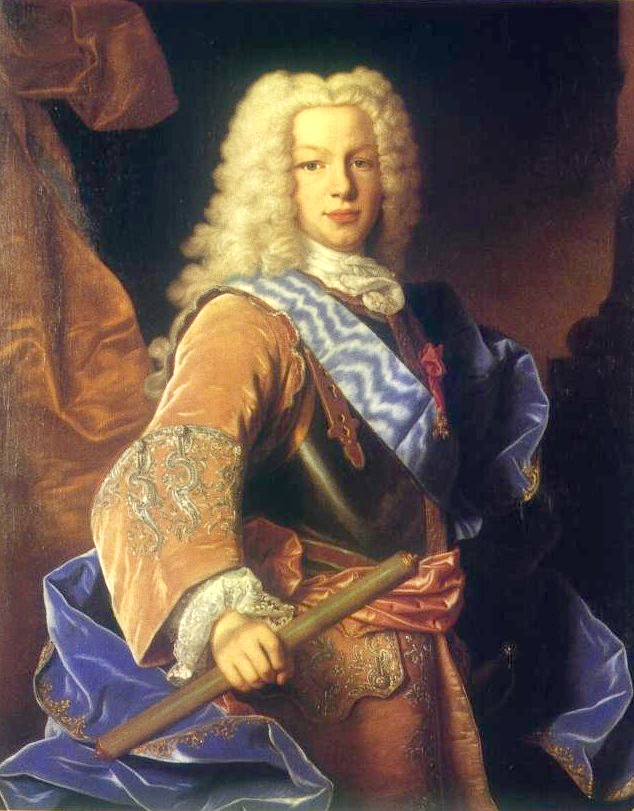
Infantele Ferdinand

### A doua căsătorie
S-a căsătorit cu Elisabeta Farnese, Prințesă de Parma, (25 octombrie 1692–11 iulie 1766), la 24 decembrie 1714, și au avut 7 copii:
- Carol al III-lea (20 ianuarie 1716 – 14 decembrie 1788); a devenit regele Spaniei după ce Ferdinand, fratele său vitreg, a murit fară a avea copii;
- Mariana Victoria a Spaniei (31 martie 1718 – 15 ianuarie 1781); s-a căsătorit cu regele Portugaliei, Iosif; a avut opt copii;
- Filip, Duce de Parma (20 martie 1720 – 18 iulie 1765); s-a căsătorit cu Luiza Elisabeta de Franța și a fost fondatorul liniei Casa de Bourbon-Parma;
- Maria Teresa a Spaniei (11 iunie 1726 – 22 iulie 1746); s-a căsătoril cu Ludovic, fiul regelui Ludovic al XV-lea al Franței;
- Louis Antonio, Conte de  Chinchón (25 iulie 1727 – 7 august 1785), cunoscut și drept „Cardinalul-Infante”;
- Maria Antonia (17 noiembrie 1729 – 19 septembrie 1785); s-a căsătorit cu regele Sardiniei, Victor Amadeus, cu care a avut 12 copii.

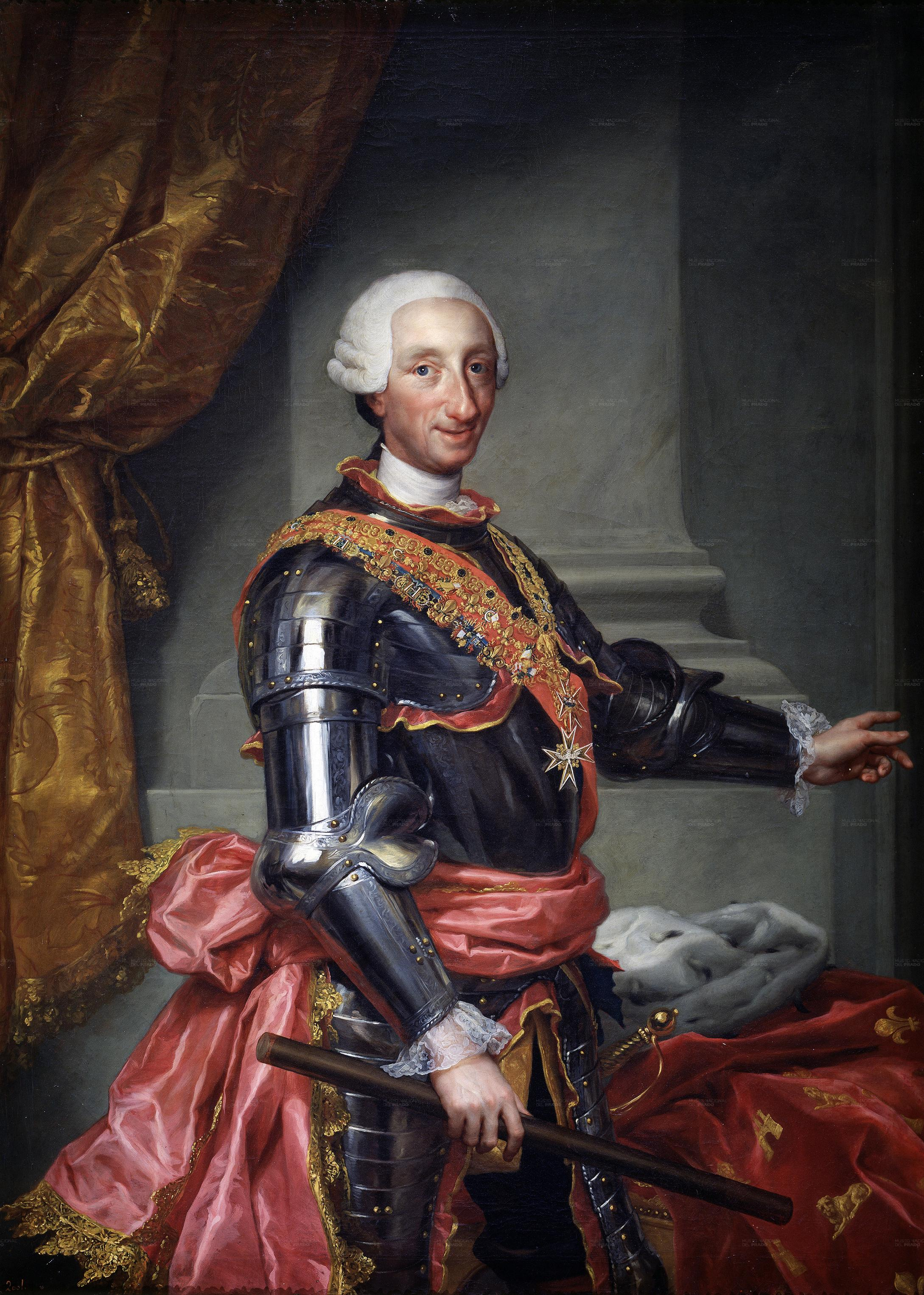
Infantele Carlos
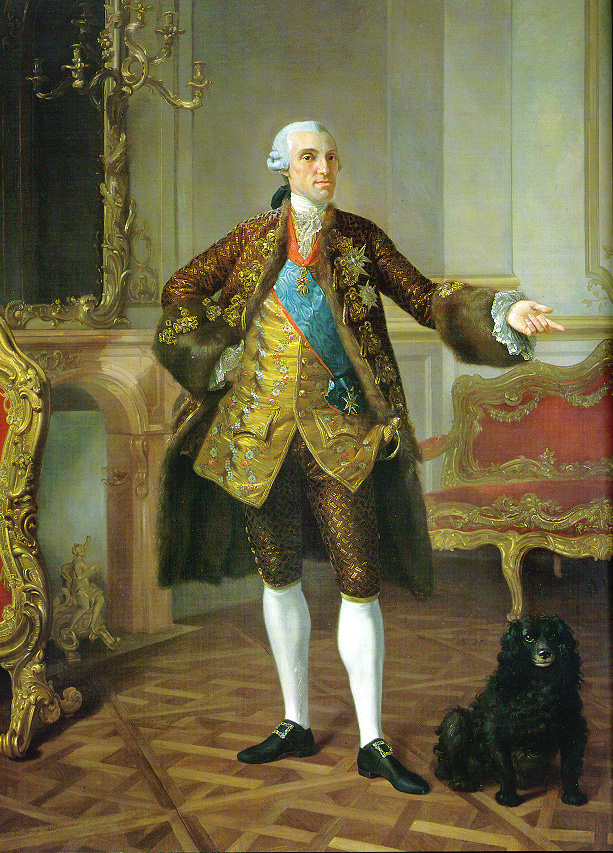
Infantele Felipe
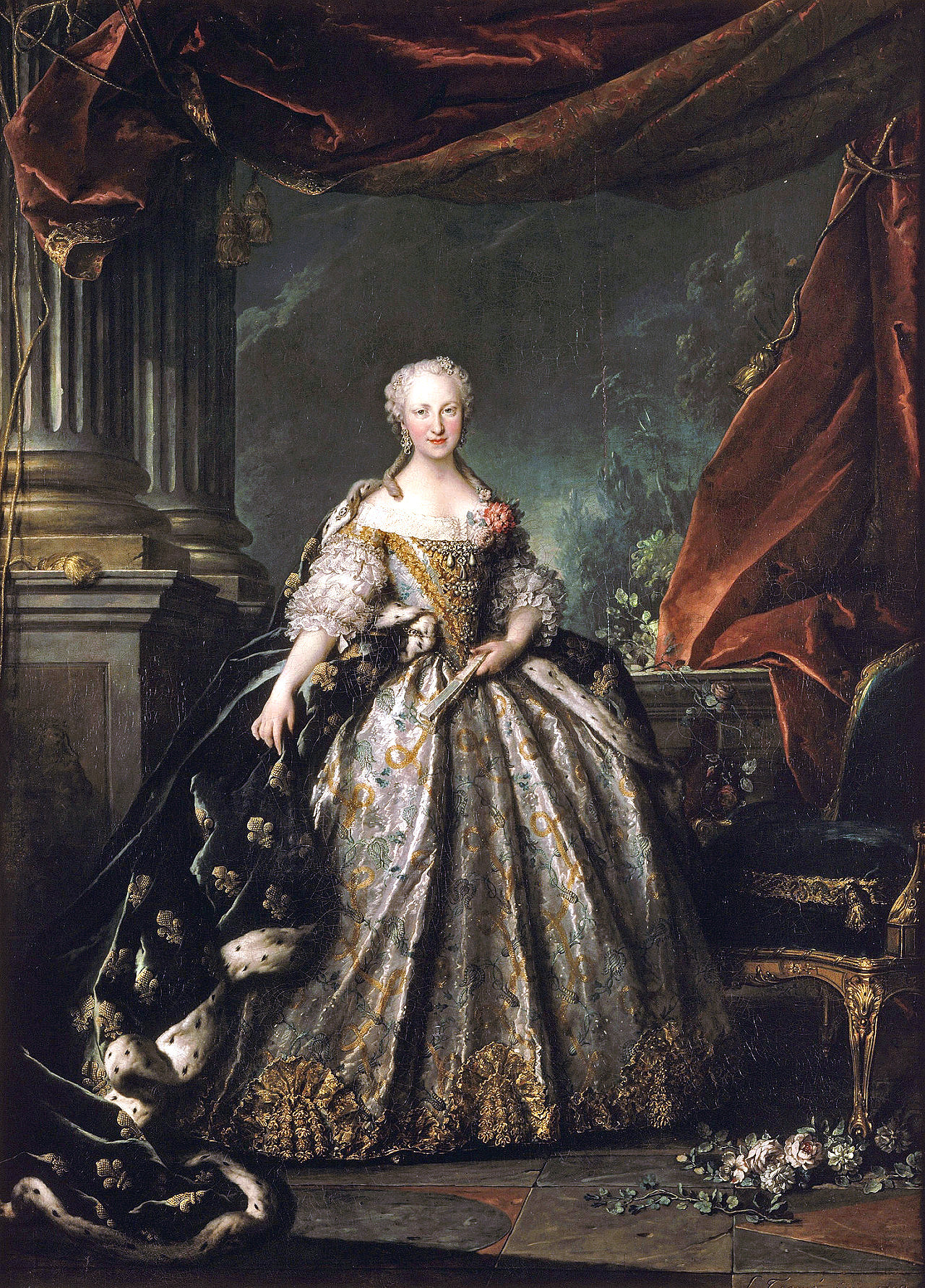
Infanta Maria Teresa
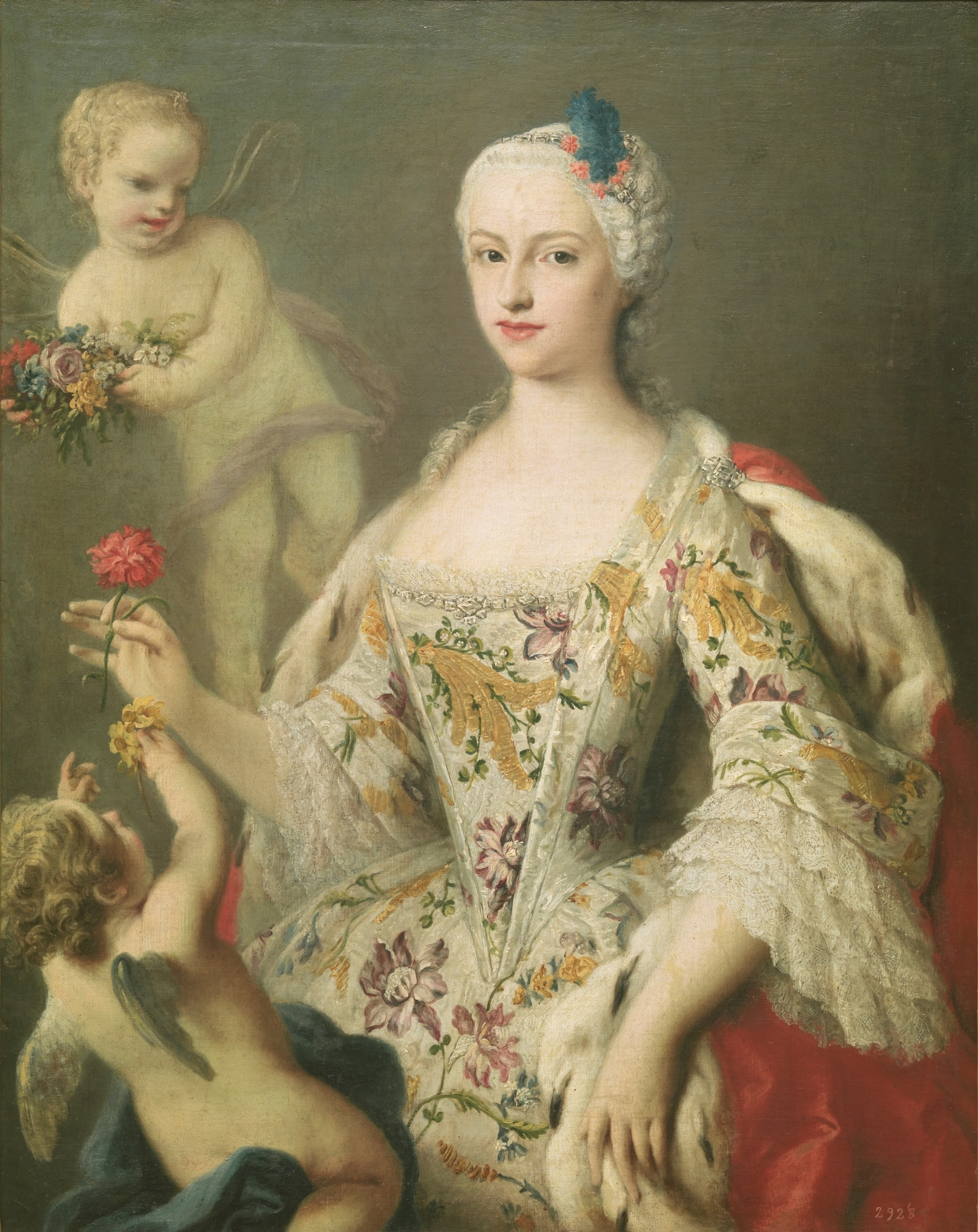
Infanta Maria Antonieta